# 白雪公主 (1933年電影)
《白雪公主》（英語：Snow-White），或稱作《貝蒂娃娃：白雪公主》（英語：Betty Boop in Snow-White）是1933年由麥克斯·弗萊舍的麥克斯·弗萊舍畫室製作的美國動畫短片，屬於《贝蒂娃娃》系列的一部分。雖然導演名義上為戴夫·弗來舍，但實際上幾乎所有動畫皆由羅蘭·克蘭德爾獨立完成。克蘭達爾因多年來對弗萊舍工作室的貢獻，獲得了這次創作機會，最終耗時六個月完成此片。這部作品被視為他的代表作，也是美國動畫黃金時代的重要里程碑。

## 劇情概要
一面擁有凱伯·凱洛威樣貌的魔鏡宣告貝蒂娃娃是「世上最美麗的人」，激怒了邪惡的皇后。皇后命令守衛比莫（Bimbo）與可可（Koko）處決貝蒂。比莫與可可含淚將她帶入森林，卻不忍下手，摧毀武器準備放走她，然而兩人不慎掉入深坑，無法救出貝蒂。貝蒂則跌入冰凍的河流，被封進一塊冰棺中，順勢滑落至七個小矮人的住處。小矮人們將冰封的貝蒂帶入一座魔法洞窟，途中與可可與比莫重逢。
此時，皇后化身為女巫，對可可施法，使他變成幽靈，並在片中演唱〈聖詹姆士醫院藍調〉。當皇后再次向魔鏡詢問誰是世上最美的人時，魔鏡突然爆炸，釋放出魔法煙霧，恢復了貝蒂與可可的原貌，並將皇后變成一隻詭異的龍形怪物。怪物對眾人展開追擊，直到比莫抓住牠的舌頭猛力一扯，使其身體翻轉，最終倉皇逃離。貝蒂、可可與比莫圍成一圈歡快起舞，影片至此結束。

## 影響
片中可可的舞蹈，包括類似「月球漫步」與「Dab」的動作，皆以卡伯·凱洛威的實際表演為藍本，透過轉描機技術製作。
本片因其文化價值，在1994年被美國國會圖書館評為「具文化重要性」的作品，並入選國家影片登記表。同年，它還被動畫業界人士評選為「史上最偉大的50部動畫」第19名。由於1961年版權續期，本片仍受派拉蒙影業版權保護。

## 另見
- 白雪公主
- 白雪公主 (1937年電影)

## 外部連結
- 互联网电影数据库（IMDb）上《Snow White》的资料（英文）
- 短片 Snow White 可在互联网档案馆自由下载